# Línea 658 (Interurbanos Madrid)
La línea 658 de la red de autobuses interurbanos de Madrid une el intercambiador de Moncloa con el Prado de Somosaguas y la Ciudad de la Imagen, en Pozuelo de Alarcón.

## Características
Esta línea une el intercambiador de Moncloa con el Prado de Somosaguas y la Ciudad de la Imagen, en Pozuelo de Alarcón. En su itinerario por Madrid, presta servicio al barrio de Aravaca. El trayecto tiene una duración de 50 minutos entre cabeceras.
Siguiendo la numeración de líneas del CRTM, las líneas que circulan por el corredor 6 son aquellas que dan servicio a los municipios situados en torno a la A-6 y comienzan con un 6. Aquellas numeradas dentro de la decena 650 corresponden a aquellas que circulan por Pozuelo de Alarcón y Majadahonda.
La línea no mantiene los mismos horarios todo el año, desde el 1 al 31 de agosto se reducen el número de expediciones los días laborables entre semana (sábados laborables, domingos y festivos tienen los mismos horarios todo el año), además de los días excepcionales vísperas de festivo y festivos de Navidad en los que los horarios también cambian y se reducen.
Está operada por Avanza Movilidad Integral mediante la concesión administrativa VCM-601 - Madrid – Pozuelo de Alarcón –  Majadahonda – Alcorcón (Viajeros Comunidad de Madrid) del Consorcio Regional de Transportes de Madrid.

## Horarios

### 1 septiembre - 31 julio
| Lunes a viernes laborables | Lunes a viernes laborables | Sábados laborables | Sábados laborables | Domingos y festivos | Domingos y festivos |
| Madrid > Pozuelo           | Pozuelo > Madrid           | Madrid > Pozuelo   | Pozuelo > Madrid   | Madrid > Pozuelo    | Pozuelo > Madrid    |
| 06:50                      | 06:00                      | 08:00              | 07:00              | 08:30               | 07:45               |
| 07:20                      | 06:20                      | 09:00              | 08:00              | 09:30               | 08:30               |
| 07:50                      | 06:50                      | 10:00              | 09:00              | 10:30               | 09:30               |
| 08:20                      | 07:20                      | 11:00              | 10:00              | 11:30               | 10:30               |
| 08:50                      | 07:50                      | 12:00              | 11:00              | 12:30               | 11:30               |
| 09:20                      | 08:20                      | 13:00              | 12:00              | 13:30               | 12:30               |
| 09:50                      | 08:50                      | 13:30              | 12:45              | 14:15               | 13:30               |
| 10:20                      | 09:20                      | 14:30              | 13:45              | 15:15               | 14:30               |
| 10:50                      | 09:50                      | 16:00              | 15:00              | 16:30               | 15:30               |
| 11:20                      | 10:20                      | 17:00              | 16:00              | 17:30               | 16:30               |
| 11:50                      | 10:50                      | 18:00              | 17:00              | 18:30               | 17:30               |
| 12:20                      | 11:20                      | 19:00              | 18:00              | 19:30               | 18:30               |
| 12:50                      | 11:50                      | 20:00              | 19:00              | 20:30               | 19:30               |
| 13:20                      | 12:20                      | 21:00              | 20:00              | 21:30               | 20:30               |
| 13:50                      | 12:50                      | 21:45              | 21:00              | 22:30               | 21:30               |
| 14:20                      | 13:20                      | 22:45              | 22:00              | 23:00               | 22:15               |
| 14:50                      | 13:50                      |                    |                    |                     |                     |
| 15:20                      | 14:20                      |                    |                    |                     |                     |
| 15:50                      | 14:50                      |                    |                    |                     |                     |
| 16:20                      | 15:20                      |                    |                    |                     |                     |
| 16:50                      | 15:50                      |                    |                    |                     |                     |
| 17:20                      | 16:20                      |                    |                    |                     |                     |
| 17:50                      | 16:50                      |                    |                    |                     |                     |
| 18:20                      | 17:20                      |                    |                    |                     |                     |
| 18:50                      | 17:50                      |                    |                    |                     |                     |
| 19:20                      | 18:20                      |                    |                    |                     |                     |
| 19:50                      | 18:50                      |                    |                    |                     |                     |
| 20:20                      | 19:20                      |                    |                    |                     |                     |
| 20:50                      | 19:50                      |                    |                    |                     |                     |
| 21:20                      | 20:20                      |                    |                    |                     |                     |
| 21:50                      | 20:50                      |                    |                    |                     |                     |
| 22:20                      | 21:20                      |                    |                    |                     |                     |
| 22:50                      | 21:50                      |                    |                    |                     |                     |
| 23:00                      | 22:30                      |                    |                    |                     |                     |

### 1 - 31 agosto
| Lunes a viernes laborables | Lunes a viernes laborables | Sábados laborables | Sábados laborables | Domingos y festivos | Domingos y festivos |
| Madrid > Pozuelo           | Pozuelo > Madrid           | Madrid > Pozuelo   | Pozuelo > Madrid   | Madrid > Pozuelo    | Pozuelo > Madrid    |
| 07:10                      | 06:10                      | 08:00              | 07:00              | 08:30               | 07:45               |
| 07:50                      | 06:50                      | 09:00              | 08:00              | 09:30               | 08:30               |
| 08:30                      | 07:30                      | 10:00              | 09:00              | 10:30               | 09:30               |
| 09:10                      | 08:10                      | 11:00              | 10:00              | 11:30               | 10:30               |
| 09:50                      | 08:50                      | 12:00              | 11:00              | 12:30               | 11:30               |
| 10:30                      | 09:30                      | 13:00              | 12:00              | 13:30               | 12:30               |
| 11:10                      | 10:10                      | 13:30              | 12:45              | 14:15               | 13:30               |
| 11:50                      | 10:50                      | 14:30              | 13:45              | 15:15               | 14:30               |
| 12:30                      | 11:30                      | 16:00              | 15:00              | 16:30               | 15:30               |
| 13:10                      | 12:10                      | 17:00              | 16:00              | 17:30               | 16:30               |
| 13:50                      | 12:50                      | 18:00              | 17:00              | 18:30               | 17:30               |
| 14:30                      | 13:30                      | 19:00              | 18:00              | 19:30               | 18:30               |
| 15:10                      | 14:10                      | 20:00              | 19:00              | 20:30               | 19:30               |
| 15:50                      | 14:50                      | 21:00              | 20:00              | 21:30               | 20:30               |
| 16:30                      | 15:30                      | 21:45              | 21:00              | 22:30               | 21:30               |
| 17:10                      | 16:10                      | 22:45              | 22:00              | 23:00               | 22:15               |
| 17:50                      | 16:50                      |                    |                    |                     |                     |
| 18:30                      | 17:30                      |                    |                    |                     |                     |
| 19:10                      | 18:10                      |                    |                    |                     |                     |
| 19:50                      | 18:50                      |                    |                    |                     |                     |
| 20:35                      | 19:30                      |                    |                    |                     |                     |
| 21:20                      | 20:10                      |                    |                    |                     |                     |
| 22:15                      | 21:00                      |                    |                    |                     |                     |
| 23:15                      | 21:50                      |                    |                    |                     |                     |

## Recorrido y paradas

### Sentido Pozuelo
| Código | Parada                                  | Común con                                                                                             | Conexiones con Metro y Cercanías | Municipio          | Zona |
| ------ | --------------------------------------- | --- | -------------------------------- | ------------------ | ---- |
| 17480  | Intercambiador de Moncloa (dársena 36)  | 659                                                                                                   | Moncloa                          | Madrid             |      |
| 1332   | Escuela Agronómica                      | 83 133 162 164 621 622 623 624 624A 625 627 628 629 651 652 653 654 655 656 656A 657                  |                                  | Madrid             |      |
| 1334   | Palacio de La Moncloa                   | 83 133 162 164 621 622 623 624 624A 625 627 628 629 651 652 653 654 655 656 656A 657                  |                                  | Madrid             |      |
| 1336   | Estadística - Geografía e Historia      | 83 133 162 651 652 653 654 655 656 656A 657                                                           |                                  | Madrid             |      |
| 1338   | Veterinaria                             | 83 133 162 164 621 622 623 624 624A 625 627 628 629 651 652 653 654 655 656 656A 657 661 661A 662 664 |                                  | Madrid             |      |
| 6012   | Ctra. Hipódromo - Club Puerta de Hierro | |                                  | Madrid             |      |
| 4309   | Padre Huidobro - Carretera de Castilla  | 162                                                                                                   |                                  | Madrid             |      |
| 3450   | Carretera de Castilla - Colegio Rosales | 161                                                                                                   |                                  | Madrid             |      |
| 3429   | Arroyo Pozuelo - Alcornoque             | 160                                                                                                   |                                  | Madrid             |      |
| 3431   | Arroyo Pozuelo - Anís                   | 160                                                                                                   |                                  | Madrid             |      |
| 3433   | Arroyo Pozuelo - Hinojo                 | 160                                                                                                   |                                  | Madrid             |      |
| 3600   | Arroyo Pozuelo - Carretera de Húmera    | 160                                                                                                   |                                  | Madrid             |      |
| 9388   | Arroyo Pozuelo - Húmera                 | |                                  | Madrid             |      |
| 11291  | Arroyo Pozuelo - Gta. Sierra Paramera   | | Estación de Aravaca Aravaca      | Madrid             |      |
| 9390   | Arroyo Pozuelo - Colonia Sta. María     | |                                  | Madrid             |      |
| 09344  | Pza. Italia - Patronato Deportivo       | 560                                                                                                   |                                  | Pozuelo de Alarcón |      |
| 11098  | Av. Italia - Manises                    | 560                                                                                                   |                                  | Pozuelo de Alarcón |      |
| 06277  | Av. Juan XXIII - Colegios               | 560 656 815                                                                                           |                                  | Pozuelo de Alarcón |      |
| 06284  | Antonio Díaz - Est. Pozuelo             | 563 2                                                                                                 | Pozuelo                          | Pozuelo de Alarcón |      |
| 06285  | Ctra. Húmera - Elena Aparicio           | 563                                                                                                   |                                  | Pozuelo de Alarcón |      |
| 08685  | Ctra. Húmera - Valdeolmos               | 563                                                                                                   |                                  | Pozuelo de Alarcón |      |
| 06286  | Ramón y Cajal - Ctra. Húmera            | |                                  | Pozuelo de Alarcón |      |
| 15359  | Ramón y Cajal - Pza. España             | |                                  | Pozuelo de Alarcón |      |
| 06280  | Av. Juan Pablo II - Patones             | 560 650A 656 815                                                                                      |                                  | Pozuelo de Alarcón |      |
| 09048  | Av. Pablo VI - Chinchón                 | 560 650A 657 657A 815                                                                                 |                                  | Pozuelo de Alarcón |      |
| 08679  | Chinchón - Cirilo Palomo                | 561 561A 561B 566 650A 657A 1                                                                         |                                  | Pozuelo de Alarcón |      |
| 08700  | Ctra. Carabanchel - Cirilo Palomo       | 561 561A 561B 562 564 566 650B 657 657A 815 1 3                                                       |                                  | Pozuelo de Alarcón |      |
| 08717  | Ctra. M502 - Est. Pozuelo Oeste         | 560 561 561B 562 2                                                                                    | Pozuelo Oeste                    | Pozuelo de Alarcón |      |
| 16950  | Ctra. M502 - Est. Somosaguas Centro     | 560 561 561B 562 564                                                                                  | Somosaguas Centro                | Pozuelo de Alarcón |      |
| 10578  | P.º Finca - Prado Del Rey               | 562 564 658A                                                                                          |                                  | Pozuelo de Alarcón |      |
| 10580  | P.º Finca - Solano                      | 562 564 658A                                                                                          |                                  | Pozuelo de Alarcón |      |
| 12439  | P.º Hontanar - P.º Finca                | 562 564 658A                                                                                          |                                  | Pozuelo de Alarcón |      |
| 12440  | Mistral - P.º Hontanar                  | 562 564 658A                                                                                          |                                  | Pozuelo de Alarcón |      |
| 10582  | Abrego - Mistral                        | 562 564 658A                                                                                          |                                  | Pozuelo de Alarcón |      |
| 11647  | Volturno - Cierzo                       | 562 564                                                                                               |                                  | Pozuelo de Alarcón |      |
| 09382  | Aquilón - Volturno                      | 562 564                                                                                               |                                  | Pozuelo de Alarcón |      |
| 08670  | Solano - Aquilón                        | 562 564                                                                                               |                                  | Pozuelo de Alarcón |      |
| 08671  | Solano - Centro Comercial               | 562 564                                                                                               |                                  | Pozuelo de Alarcón |      |
| 11365  | Siroco - RTVE                           | 562                                                                                                   |                                  | Pozuelo de Alarcón |      |
| 15639  | Siroco - Tramontana                     | 562                                                                                                   |                                  | Pozuelo de Alarcón |      |
| 15641  | Av. Casablanca - Av. Carrera            | |                                  | Pozuelo de Alarcón |      |
| 15643  | Av. Casablanca Nº1                      | |                                  | Pozuelo de Alarcón |      |
| 15645  | Av. Casablanca - Diego de Velázquez     | |                                  | Pozuelo de Alarcón |      |
| 11449  | P.º Príncipe - Telemadrid               | 571 572 573                                                                                           |                                  | Pozuelo de Alarcón |      |

### Sentido Madrid
| Código | Parada                                  | Común con                                                                 | Conexiones con Metro y Cercanías | Municipio          | Zona |
| ------ | --------------------------------------- | ------------------------------------------------------------------------- | -------------------------------- | ------------------ | ---- |
| 11448  | P.º Príncipe - Telemadrid               | 573                                                                       |                                  | Pozuelo de Alarcón |      |
| 15646  | Av. Casablanca - Diego de Velázquez     |                                                                           |                                  | Pozuelo de Alarcón |      |
| 15644  | Av. Casablanca Nº1                      |                                                                           |                                  | Pozuelo de Alarcón |      |
| 15642  | Av. Casablanca - Av. Carrera            |                                                                           |                                  | Pozuelo de Alarcón |      |
| 15640  | Siroco - Tramontana                     | 562                                                                       |                                  | Pozuelo de Alarcón |      |
| 11366  | Siroco - RTVE                           | 562                                                                       |                                  | Pozuelo de Alarcón |      |
| 08669  | Solano - Centro Comercial               | 562 564                                                                   |                                  | Pozuelo de Alarcón |      |
| 06349  | Solano - Aquilón                        | 562 564                                                                   |                                  | Pozuelo de Alarcón |      |
| 09383  | Aquilón - Volturno                      | 562 564                                                                   |                                  | Pozuelo de Alarcón |      |
| 11646  | Volturno - Cierzo                       | 562 564                                                                   |                                  | Pozuelo de Alarcón |      |
| 10583  | Abrego - Mistral                        | 562 564 658A                                                              |                                  | Pozuelo de Alarcón |      |
| 12441  | Mistral - P.º Hontanar                  | 562 564 658A                                                              |                                  | Pozuelo de Alarcón |      |
| 12438  | P.º Hontanar - P.º Finca                | 562 564 658A                                                              |                                  | Pozuelo de Alarcón |      |
| 10581  | P.º Finca - Solano                      | 562 564 658A                                                              |                                  | Pozuelo de Alarcón |      |
| 10579  | P.º Finca - Prado Del Rey               | 562 564 658A                                                              |                                  | Pozuelo de Alarcón |      |
| 10577  | P.º Finca - Est. Somosaguas Centro      | 562 564 658A                                                              | Somosaguas Centro                | Pozuelo de Alarcón |      |
| 08711  | Ctra. M502 - Est. Somosaguas Centro     | 560 561 561B 562 564                                                      | Somosaguas Centro                | Pozuelo de Alarcón |      |
| 08716  | Ctra. M502 - Est. Pozuelo Oeste         | 560 561 561B 562 3                                                        | Pozuelo Oeste                    | Pozuelo de Alarcón |      |
| 08698  | Ctra. M502 - Antena Radio Madrid        | 560 561 561B 562 3                                                        |                                  | Pozuelo de Alarcón |      |
| 06884  | Av. Pablo VI - Rumanía                  | 560 561 561A 561B 562 650B 657 815 1 3                                    |                                  | Pozuelo de Alarcón |      |
| 09047  | Av. Pablo VI - París                    | 560 561 561A 561B 562 566 650B 657 657A 815 1 2 3                         |                                  | Pozuelo de Alarcón |      |
| 06287  | Cirilo Palomo - Chinchón                | 562 564 656 656A 2                                                        |                                  | Pozuelo de Alarcón |      |
| 06289  | Av. Juan Pablo II - Av. Valdenigrales   | 656                                                                       |                                  | Pozuelo de Alarcón |      |
| 17666  | Av. Valdenigrales - Av. España          | 560 650B 656 815                                                          |                                  | Pozuelo de Alarcón |      |
| 17667  | Av. España - Urb. Santa Teresa          | 560 650B 656 815                                                          |                                  | Pozuelo de Alarcón |      |
| 15360  | Ramón y Cajal - Pza. España             |                                                                           |                                  | Pozuelo de Alarcón |      |
| 06294  | Ramón y Cajal - Ctra. Húmera            |                                                                           |                                  | Pozuelo de Alarcón |      |
| 08686  | Ctra. Húmera - Valdeolmos               | 563                                                                       |                                  | Pozuelo de Alarcón |      |
| 06295  | Ctra. Húmera - Elena Aparicio           | 563                                                                       |                                  | Pozuelo de Alarcón |      |
| 06296  | Pza. Estación - Est. Pozuelo            | 563 3                                                                     | Pozuelo                          | Pozuelo de Alarcón |      |
| 06297  | Av. Juan XXIII - Colegios               | 560 656                                                                   |                                  | Pozuelo de Alarcón |      |
| 11099  | Av. Italia - Manises                    | 560                                                                       |                                  | Pozuelo de Alarcón |      |
| 09344  | Pza. Italia - Patronato Deportivo       | 560                                                                       |                                  | Pozuelo de Alarcón |      |
| 9391   | Arroyo Pozuelo - Colonia Sta. María     |                                                                           |                                  | Madrid             |      |
| 11292  | Arroyo Pozuelo - Gta. Sierra Paramera   |                                                                           | Estación de Aravaca Aravaca      | Madrid             |      |
| 5598   | Arroyo Pozuelo - Húmera                 | 160                                                                       |                                  | Madrid             |      |
| 3601   | Arroyo Pozuelo - Carretera de Húmera    | 160                                                                       |                                  | Madrid             |      |
| 3434   | Arroyo Pozuelo - Hinojo                 | 160                                                                       |                                  | Madrid             |      |
| 3432   | Arroyo Pozuelo - Anís                   | 160                                                                       |                                  | Madrid             |      |
| 3430   | Arroyo Pozuelo - Alcornoque             | 160                                                                       |                                  | Madrid             |      |
| 3451   | Carretera de Castilla - Colegio Rosales | 161                                                                       |                                  | Madrid             |      |
| 4311   | Padre Huidobro - Carretera de Castilla  | 162 621 622 623 624 624A 625 627 628 629 651 652 653 654 655 656 656A 657 |                                  | Madrid             |      |
| 23     | Estadística - Geografía e Historia      | Autobuses interurbanos del Corredor 6                                     |                                  | Madrid             |      |
| 1335   | Palacio de La Moncloa                   | Autobuses interurbanos del Corredor 6                                     |                                  | Madrid             |      |
| 1333   | Escuela Agronómica                      | Autobuses interurbanos del Corredor 6                                     |                                  | Madrid             |      |
| 17480  | Intercambiador de Moncloa (dársena 36)  | 659                                                                       | Moncloa                          | Madrid             |      |

## Galería de imágenes

Mapa de la distribución de dársenas del intercambiador de Moncloa con la distribución de cabeceras de las líneas de autobuses, entre las que aparece la línea 658.